# Lysica
Lysica (in ungherese Trencsénladány) è un comune della Slovacchia facente parte del distretto di Žilina, nella regione omonima.